# جيرترود وأليس
جيرترود وأليس هو كتاب صدر عام 1991 عن جيرترود شتاين وأليس توكلاس [الإنجليزية] من تأليف كاتبة السيرة الذاتية الإنجليزية ديانا سوهامي [الإنجليزية].

## ملخص
يبدأ الكتاب بصورة مختصرة للعلاقة بين جيرترود شتاين وأليس توكلاس [الإنجليزية]. خصصت سوهامي في الكتاب فصلين، مرتبة على التوالي، للسنوات الأولى لجيرترود شتاين، والسنوات الأولى لأليس توكلاس. ثم ينتقل الكتاب بعد ذلك إلى فصل عن "الحب الأول" لشتاين، لزميلتها ماي بوكستافير [الإنجليزية]، وهي خريجة كلية برين ماور التقت بها شتاين أثناء دراستها في كلية الطب في جامعة جونز هوبكنز. ويغطي الكتاب انتقال شتاين إلى باريس مع شقيقها ليو، حيث أسسوا منزلاً في شارع دي فلوروس. ويخصص فصل للقاء شتاين وتوكلاس، وآخر لتأسيس شراكة بينهما، وثالث لـ "زواجهما". تغطي الفصول الأخرى تجربتهم في الحرب العالمية الأولى، والرجال والنساء المشهورين الذين ارتبطوا بهم، ومنزلهم الريفي في بيليجنين، فرنسا، وعن كتاب السيرة الذاتية لأليس توكلاس، وجولة شتاين وتوكلاس في أمريكا، وتجربتهما في الحرب العالمية الثانية، وتجربتهما بعد انتهاء الحرب، وحياة توكلاس بعد وفاة شتاين. يحتوي الكتاب على 43 صورة توضيحية بالأبيض والأسود.